# 一条俊輝
一条 俊輝（いちじょう としき、1997年（平成9年）11月28日 - ）は、日本の俳優。ダンサー。
東宝芸能所属。

## 経歴
兵庫県出身。2018年（平成30年）からテーマパークのダンサーとして活動し、2020年（令和2年）より東宝芸能に所属し舞台を中心に活動する。

## 出演

### 舞台
- INSPIRE 陰陽師（2020年12月31日 - 2021年1月6日、日生劇場）
- ミュージカル「ドン・ジュアン」（2021年10月7日 - 11月6日、梅田芸術劇場 メインホール 他） - アンサンブル
- ミュージカル『ジョセフ・アンド・アメージング・テクニカラー・ドリームコート』（4月7日 - 29日、日生劇場 / 5月5日 - 7日、刈谷市総合文化センター アイリス 大ホール / 5月12日 - 16日、オリックス劇場） - ゼブルン 役[2]
- ブロードウェイミュージカル『ピーター・パン』） （2022年7月23日　- 8月2日、東京国際フォーラム ホールC / 8月13日・14日、梅田芸術劇場 メインホール）- 森の住人 役
- THE CONVOY SHOW vol.42『コンボ・イ・ランド』（2023年6月16日 - 20日、東京建物 Brillia HALL）[3]
- THE CONVOY SHOW vol.43『ONE DAY 〜Last Run! Run!! Run!!!〜』（2024年7月26日 - 8月4日、恵比寿ガーデンプレイス/8月10日-11日　COOL JAPAN PARK OSAKA WWホール / 8月24日 - 25日、名古屋市公会堂）
- LEGEND STAGE PRODUCE『ダッドシューズ 2025』（2025年3月8日 - 17日、ヒューリックホール東京 / 3月22日 - 23日、COOL JAPAN PARK OSAKA） - 井澤那由多 役[4]